# Salon Kitty (hotel)
El Salon Kitty era un burdel de lujo ubicado en Berlín (Alemania) utilizado por el Sicherheitsdienst, el servicio de inteligencia de las SS, con fines de espionaje usando el atrapamiento con miel durante la Segunda Guerra Mundial. Creado a principios de la década de 1930, pasó a manos del general de las SS Reinhard Heydrich y su subordinado Walter Schellenberg en 1939. El burdel fue dirigido por su propietaria original, Kitty Schmidt, durante toda su existencia. El plan consistía en seducir a altos dignatarios alemanes y visitantes extranjeros, así como a diplomáticos, con alcohol y mujeres para que revelaran secretos o expresaran sus sinceras opiniones sobre temas e individuos relacionados con el nazismo. Entre los invitados más destacados se encontraban el propio Heydrich, Joseph Dietrich, Galeazzo Ciano y Joseph Goebbels. El edificio que albergaba el hotel fue destruido en un ataque aéreo en 1942 y el proyecto perdió rápidamente su importancia.
El Salon Kitty ha sido la inspiración o el tema de muchos burdeles que aparecen en películas de espionaje nazi.

## Historia
En la década de 1930, el Salon Kitty era un burdel de lujo situado en el número 11 de la Giesebrechtstrasse, en Charlottenburg, un barrio acomodado de Berlín. Entre su clientela habitual se encontraban dignatarios alemanes, diplomáticos extranjeros, grandes industriales, altos funcionarios y altos cargos del Partido Nazi. Su madame era Katharina Zammit, más conocida como Kitty Schmidt, que dirigió el burdel desde sus inicios.
Schmidt había estado enviando dinero en secreto a bancos británicos con refugiados que huían desde que los nazis tomaron el poder en Alemania en enero de 1933. Cuando finalmente intentó abandonar el país, el 28 de junio de 1939, agentes del Sicherheitsdienst (SD) la detuvieron en la frontera holandesa y la llevaron al cuartel general de la Gestapo. Allí fue recibida por Walter Schellenberg, que por aquel entonces trabajaba en el departamento de contrainteligencia del SD. Le dio un ultimátum: cooperar con los nazis o ser enviada a un campo de concentración.
Utilizar el Salon Kitty con fines de espionaje fue una idea de Reinhard Heydrich, un importante general de las SS y jefe de policía de la Alemania nazi. En lugar de infiltrarse en el burdel, Schellenberg se hizo cargo de él. La idea consistía en agasajar a invitados prominentes con vino y mujeres, para que revelaran secretos o hablaran de sus verdaderas opiniones y asegurarse así de que se podía contar con su apoyo. Las nueve habitaciones del hotel fueron lujosamente ampliadas y renovadas según los más altos estándares de la década de 1930.
Con fines de espionaje, las SS empezaron a buscar mujeres jóvenes para trabajar en el burdel. En una circular considerada "alto secreto", Schellenberg pidió ayuda a las oficinas administrativas de Berlín. El perfil de los requisitos decía: "Se buscan mujeres y chicas inteligentes, políglotas, con mentalidad nacionalista y, además, locas por los hombres" (en alemán: Gesucht werden Frauen und Mädchen, die intelligent, mehrsprachig, nationalistisch gesinnt und ferner mannstoll sind). La Sittenpolizei ("brigada antivicio") de Berlín detuvo a docenas de prostitutas berlinesas y seleccionó a las más atractivas como posibles agentes para trabajar en el Salon Kitty.
Entre otras cosas, se las entrenó para reconocer uniformes militares y espiar secretos de conversaciones inocuas. No se les habló de los micrófonos, pero tenían que hacer un informe después de cada encuentro. Todas las damas tenían sus atractivos particulares y habían sido entrenadas para satisfacer incluso a los clientes más exigentes. El historiador Paul Roland señala además que las mujeres que entretenían a los miembros de la élite nazi eran respetadas damas de la alta sociedad berlinesa a las que no se concedía ninguna asignación por sus "contribuciones" y casi todas estaban casadas con hombres de buena posición económica.
En marzo de 1940, se le dijo a Schmidt que continuara con el negocio como si nada hubiera pasado, excepto que ahora tenía un libro especial de veinte chicas adicionales que solo debía mostrar a ciertos clientes. Si un cliente usaba la frase "Vengo de Rothenburg", ella tenía instrucciones de mostrarle el libro, permitirle tomar su decisión y llamar a la chica que había seleccionado. La chica pasaba la noche con el cliente y se marchaba más tarde.

### Invitados notables

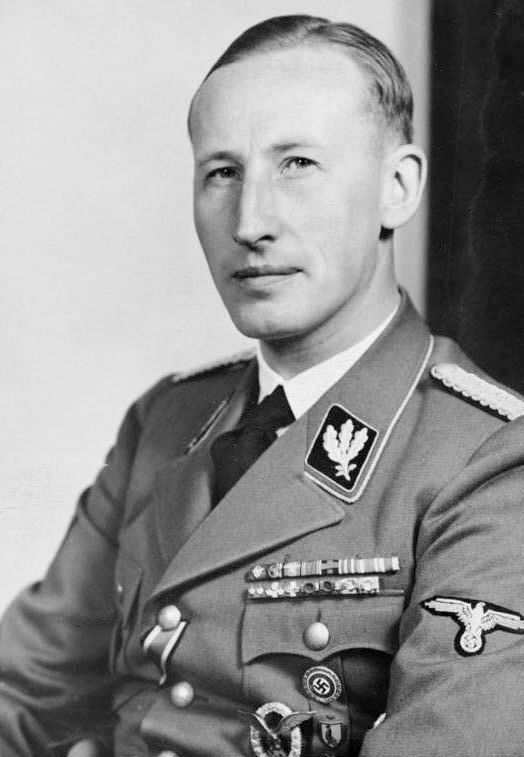
Aunque estaba casado, Heydrich visitó varias veces el Salon Kitty.

El Salon Kitty se hizo aún más popular cuando a los invitados seleccionados del cuerpo militar y diplomático se les comunicó la "palabra clave secreta" y los monitores realizaron miles de grabaciones durante sus visitas. Uno de los clientes era Galeazzo Ciano, yerno del dictador italiano Benito Mussolini y ministro de Asuntos Exteriores de la Italia fascista, cuyas francas opiniones sobre el Führer no eran especialmente positivas. Otro visitante, el general de las SS Sepp Dietrich, quería a las 20 chicas especiales para una orgía que duraría toda la noche, pero no reveló ningún secreto. Además, el ministro de Propaganda Joseph Goebbels ha sido señalado como cliente; disfrutaba de "exhibiciones lésbicas" que de otro modo se considerarían actos antisociales fuera de ese contexto. Heydrich también realizó varias "visitas de inspección", aunque en esas ocasiones los micrófonos estaban apagados.
El agente británico Roger Wilson, bajo su identidad encubierta de secretario de prensa rumano "Ljubo Kolchev", se dio cuenta de los cables de los micrófonos mientras estaba allí. Se convirtió en cliente frecuente del Salon con una chica habitual, y más tarde organizó una escucha telefónica a tres cables. Después de eso, la inteligencia británica escuchó algunas de las mismas conversaciones que el SD.

### Ataque aéreo y cierre
A medida que avanzaba la guerra, la clientela del Salon Kitty disminuía. En julio de 1942, el edificio fue demolido durante un ataque aéreo británico y el burdel tuvo que ser trasladado. Al cabo de un año, el SD decidió abandonar el proyecto y se lo devolvió a Schmidt, con la amenaza de que guardara silencio o se enfrentaría a represalias.
Madame Schmidt no habló del asunto ni siquiera después de la guerra. Murió en 1954, a los 71 años, sin revelar la identidad de ninguna de sus antiguas empleadas. La Stasi estimó en unas 25 000 el número de grabaciones de la Gestapo procedentes del burdel. Según un artículo publicado en 2005 en Die Tageszeitung, el burdel siguió existiendo después de la Segunda Guerra Mundial bajo la dirección del hijo y la hija de Schmidt. En la década de 1990, se convirtió en un hogar para solicitantes de asilo, que se cerró poco después debido a las protestas locales contra los residentes.

## Uso en medios

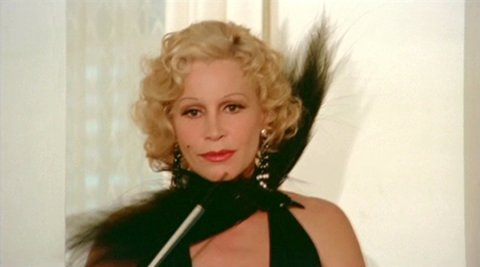
Ingrid Thulin en un fotograma de la película.

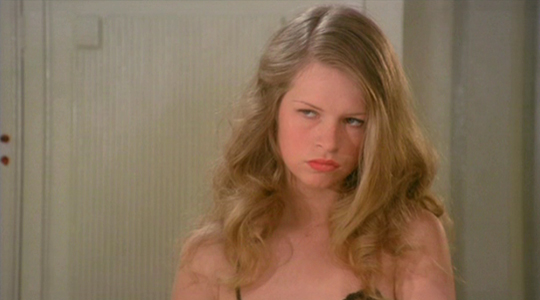
Teresa Ann Savoy en un fotograma de la película.

La historia de lo sucedido en el Salon Kitty salió a la luz por primera vez en las memorias de Walter Schellenberg, publicadas en Alemania en 1956 con el título de The Labyrinth. Más tarde, Peter Norden amplió la historia en su libro de 1973 Madam Kitty. Este libro se convirtió en la base de la controvertida película de 1976 Salón Kitty, dirigida por Tinto Brass y protagonizada por Helmut Berger como Walter Schellenberg (rebautizado Helmut Wallenberg) e Ingrid Thulin como Kitty Schmidt (rebautizada Kitty Kellermann).
La comedia dramática de la BBC de 1981 Private Schulz, sobre el servicio involuntario de un estafador alemán y delincuente de poca monta en las SS durante la Segunda Guerra Mundial, tiene como protagonista al salón. En el primer episodio, Schultz recibe el encargo de mantener un puesto de escucha en el sótano del burdel y grabar las conversaciones captadas por los micrófonos ocultos.
El concepto de la Gestapo utilizando un burdel lleno de espías para encontrar traidores dentro del régimen nazi se ha reciclado varias veces en diversas películas europeas de explotación nazi.